# Luzy-sur-Marne
Luzy-sur-Marne is een gemeente in het Franse departement Haute-Marne (regio Grand Est) en telt 320 inwoners (1999). De plaats maakt deel uit van het arrondissement Chaumont.

## Geografie
De oppervlakte van Luzy-sur-Marne bedraagt 16,0 km², de bevolkingsdichtheid is 20,0 inwoners per km².
De onderstaande kaart toont de ligging van Luzy-sur-Marne met de belangrijkste infrastructuur en aangrenzende gemeenten.

## Demografie
Onderstaande figuur toont het verloop van het inwonertal (bron: INSEE-tellingen).